# 熱田孝高
熱田 孝高（あつた よしたか、1977年10月14日 - ）は、宮城県仙台市出身のオートバイ・モトクロスライダー。2001年全日本モトクロス選手権国際A級250cc（現IA1）チャンピオン。2001年 - 2005年モトクロス世界選手権参戦。2016年10月現役引退。兄はMOTO1ライダーのタカテル（熱田高輝）。
引退後はJEC（全日本エンデューロ選手権）や、JNCC（全日本クロスカントリー）へ参戦している。

## 戦績
- 1993年 - 全日本モトクロス選手権国際B級デビュー
- 1994年 - 全日本モトクロス選手権国際A級125ランキング13位
- 1997年 - MFJスーパークロス選手権250チャンピオン
- 1998年 - 全日本モトクロス選手権国際A級250ランキング5位
  - AMAモトクロス250ランキング32位
  - モトクロス・デ・ナシオン出場（オープン・16/DNF）
- 1999年 - 全日本モトクロス選手権国際A級250ランキング2位
  - モトクロス・デ・ナシオン10位（250・12/18）
- 2000年 - 全日本モトクロス選手権国際A級250ランキング2位
  - モトクロス・デ・ナシオン6位（250・7/12）
- 2001年 - 全日本モトクロス選手権国際A級250チャンピオン（チームHRC）
- 2002年 - モトクロス世界選手権250ランキング23位（CAS・ホンダ）
- 2003年 - モトクロス世界選手権MXGPランキング10位（CAS・ホンダ）
  - モトクロス・オブ・ネイションズ6位
- 2004年 - モトクロス世界選手権MX1ランキング10位（CAS・ホンダ）
  - モトクロスイギリス選手権MXオープンランキング4位
  - モトクロス・オブ・ネイションズ17位（オープン・10/37）
- 2005年 - モトクロス世界選手権MX1ランキング14位（モトビジョン・スズキ）
  - モトクロス・オブ・ネイションズ12位（オープン・9/34）
- 2006年 - 全日本モトクロス選手権IA1 チャンピオン（チームHRC）
  - モトクロス・オブ・ネイションズ12位（オープン・30/12）
- 2010年　‐全日本モトクロス選手権IA1チャンピオン　(スズキ)

※モトクロス・オブ・ネイションズ（モトクロス・デ・ナシオン）は日本代表チーム順位。カッコ内は出場クラスとヒート順位。